# Großer Preis von Ungarn (Motorrad)

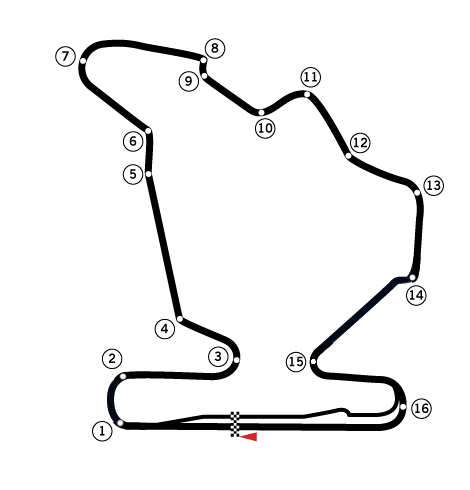
Der Hungaroring, Austragungsort 1990 und 1992.

Der Große Preis von Ungarn für Motorräder war Motorradrennen, das zwischen 1929 und 1992 ausgetragen wurde.

## Geschichte
Vorläufer des Großen Preises von Ungarn war die Ungarische TT, die von 1924 bis 1931 ausgetragen wurde. Der Grand Prix fand erstmals 1929 statt. Er wurde vom Budapester Sportverband organisiert und am 14. Juli 1929 auf einer 2,75 Kilometer langen Strecke im Budapester Stadtwald (Városliget) ausgetragen. Nach der 1931er Austragung wurden die Rennen im Stadtwald verboten, sodass der nächste Grand Prix 1932, auf einer 5,275 Kilometer langen Strecke in Sopron an der österreichischen Grenze stattfand. Die 1937er Auflage an nicht überlieferter Stelle lockte auch die international erfolgreichen Werksteams der deutschen Hersteller BMW und DKW an.
Der erste Große Preis nach dem Zweiten Weltkrieg fand am 9. Mai 1948 in Budaörs, einem Stadtteil Budapests statt. Weitere Veranstaltungen wurden im Mai 1950 und im August 1955 durchgeführt. Von 1957 bis 1962 fand der Grand Prix von Ungarn wieder im Budapester Stadtwald statt. 1963 und 1964 wurde er ebenfalls, an einem anderen Ort, durchgeführt.
1990 und 1992 wurde der Grand Prix von Ungarn erneut veranstaltet und zählte zur Motorrad-Weltmeisterschaft. Austragungsort war der Hungaroring bei Mogyoród, nordöstlich von Budapest, auf dem bereits seit 1986 auch die Formel 1 gastierte.
Ursprünglich sollte der Grand Prix von Ungarn ab der Saison 2009 wieder zum Motorrad-WM-Kalender gehören und am 20. September 2009 auf dem dafür neu errichteten Balatonring ausgetragen werden. Das Rennen wurde aber wegen finanzieller Schwierigkeiten im März 2009 abgesagt, stand aber für die Saison 2010 wieder auf dem Rennkalender und sollte am 19. September 2010 stattfinden. Im März 2010 wurde der Grand Prix wegen Verzögerungen beim Bau des Balatonrings erneut abgesagt. An seine Stelle trat der Große Preis von Aragonien, der im Motorland Aragón in Spanien stattfand.

## Statistik

### Von 1929 bis 1932
| Datum          | Austragungsort | Klasse   | Sieger                        |
| -------------- | -------------- | -------- | ----------------------------- |
| 14. Juli 1929  | Budapest       | 175 cm³  | K. Gutschy (James)            |
| 14. Juli 1929  | Budapest       | 250 cm³  | E. Hummel (OK-Supreme)        |
| 14. Juli 1929  | Budapest       | 350 cm³  | O. Sabruale (Velocette)       |
| 14. Juli 1929  | Budapest       | 500 cm³  | László Bálász (Sunbeam)       |
|                |                |          |                               |
| 13. April 1930 | Budapest       | 175 cm³  | Anton Uroić (DKW)             |
| 13. April 1930 | Budapest       | 250 cm³  | Zsótér Bertalan (Meray)       |
| 13. April 1930 | Budapest       | 350 cm³  | Paul Torelli (Motosacoche)    |
| 13. April 1930 | Budapest       | 500 cm³  | Karl Otto Stegmann (BMW)      |
| 13. April 1930 | Budapest       | Gespanne | Farlas / unbekannt (Sunbeam)  |
|                |                |          |                               |
| 15. Mai 1931   | Budapest       | 175 cm³  | Ferencz Zboray (DKW)          |
| 15. Mai 1931   | Budapest       | 250 cm³  | Elvetio Toricelli (Puch)      |
| 15. Mai 1931   | Budapest       | 350 cm³  | Michael Gayer (Chater-Lea)    |
| 15. Mai 1931   | Budapest       | 500 cm³  | Tom Bullus (NSU)              |
| 15. Mai 1931   | Budapest       | Gespanne | Eulyba / unbekannt (BMW)      |
|                |                |          |                               |
| 5. Mai 1932    | Sopron         | 175 cm³  | Karl Bohmann (Bohmann-J.A.P.) |
| 5. Mai 1932    | Sopron         | 250 cm³  | Siegfried Cmyral (Puch)       |
| 5. Mai 1932    | Sopron         | 350 cm³  | Franz Falk (Velocette)        |
| 5. Mai 1932    | Sopron         | 500 cm³  | Endre Kozmas (Rudge)          |

### 1937
| Datum       | Austragungsort | Klasse              | Sieger                              |
| ----------- | -------------- | ------------------- | ----------------------------------- |
| 9. Mai 1937 | unbekannt      | 250 cm³             | Walfried Winkler (DKW)              |
| 9. Mai 1937 | unbekannt      | 350 cm³             | Hermann Deimel (Velocette)          |
| 9. Mai 1937 | unbekannt      | 500 cm³             | Karl Gall (BMW)                     |
| 9. Mai 1937 | unbekannt      | Gespanne (600 cm³)  | Georg Mach / unbekannt (Saroléa)    |
| 9. Mai 1937 | unbekannt      | Gespanne (1000 cm³) | Hans Kahrmann / Heinrich Eder (DKW) |

### 1948
| Datum       | Austragungsort   | Klasse   | Sieger                         |
| ----------- | ---------------- | -------- | ------------------------------ |
| 9. Mai 1948 | Budapest-Budaörs | 350 cm³  | Ernie Thomas (Velocette)       |
| 9. Mai 1948 | Budapest-Budaörs | 500 cm³  | Enrico Lorenzetti (Moto Guzzi) |
| 9. Mai 1948 | Budapest-Budaörs | Gespanne | E. Surány / B. Wilhelm (BMW)   |

### Von 1957 bis 1962
| Datum           | Austragungsort      | Klasse   | Sieger                                    |
| --------------- | ------------------- | -------- | ----------------------------------------- |
| 11. August 1957 | Budapest-Városliget | 350 cm³  | František Helikar (Jawa)                  |
| 11. August 1957 | Budapest-Városliget | 500 cm³  | S. Kanas (Norton)                         |
| 11. August 1957 | Budapest-Városliget | Gespanne | Loni Neußner / Hans Ehrlich (BMW)         |
|                 |                     |          |                                           |
| 10. August 1958 | Budapest-Városliget | 125 cm³  | Walter Brehme (MZ)                        |
| 10. August 1958 | Budapest-Városliget | 250 cm³  | Horst Kassner (NSU)                       |
| 10. August 1958 | Budapest-Városliget | 350 cm³  | Miroslav Čada (Jawa)                      |
| 10. August 1958 | Budapest-Városliget | 500 cm³  | Andreas Hernádi (Norton)                  |
| 10. August 1958 | Budapest-Városliget | Gespanne | Fritz Scheidegger / Horst Burkhardt (BMW) |
|                 |                     |          |                                           |
| 2. August 1959  | Budapest-Városliget | 125 cm³  | Dietmar Zimpel (MZ)                       |
| 2. August 1959  | Budapest-Városliget | 350 cm³  | László Szücs (A.J.S.)                     |
| 2. August 1959  | Budapest-Városliget | 500 cm³  | Rudolf Gläser (Norton)                    |
| 2. August 1959  | Budapest-Városliget | Gespanne | Alwin Ritter / L. Berta (BMW)             |
|                 |                     |          |                                           |
| 14. August 1960 | Budapest-Városliget | 125 cm³  | Stanislav Malina (ČZ)                     |
| 14. August 1960 | Budapest-Városliget | 250 cm³  | Hans Fischer (MZ)                         |
| 14. August 1960 | Budapest-Városliget | 350 cm³  | Bert Schneider (Norton)                   |
| 14. August 1960 | Budapest-Városliget | 500 cm³  | Bert Schneider (Norton)                   |
|                 |                     |          |                                           |
| 6. August 1961  | Budapest-Városliget | 125 cm³  | János Reisz (MZ)                          |
| 6. August 1961  | Budapest-Városliget | 250 cm³  | Pavel Slavíček (Jawa)                     |
| 6. August 1961  | Budapest-Városliget | 350 cm³  | Tommy Robinson (A.J.S.)                   |
| 6. August 1961  | Budapest-Városliget | 500 cm³  | György Kurucz (Norton)                    |
| 6. August 1961  | Budapest-Városliget | Gespanne | Alwin Ritter / Hermann Bernhard (BMW)     |
|                 |                     |          |                                           |
| 11. August 1962 | Budapest-Városliget | 125 cm³  | László Szabó (MZ)                         |
| 11. August 1962 | Budapest-Városliget | 250 cm³  | László Szabó (MZ)                         |
| 11. August 1962 | Budapest-Városliget | 350 cm³  | Gilberto Milani (Aermacchi)               |
| 11. August 1962 | Budapest-Városliget | 500 cm³  | György Kurucz (Norton)                    |
| 11. August 1962 | Budapest-Városliget | Gespanne | Bosco Šnajder / Stjepan Rogan (BMW)       |

### Von 1990 bis 1992
| Jahr | Strecke     | Klasse   | Sieger                            | Zweiter                           | Dritter                          | Pole-Position                     | Schn. Rennrunde               |
| ---- | ----------- | -------- | --------------------------------- | --------------------------------- | -------------------------------- | --------------------------------- | ----------------------------- |
| 1990 | Hungaroring | 125 cm³  | Loris Capirossi (Honda)           | Heinz Lüthi (ELF)                 | Bruno Casanova (Honda)           | Bruno Casanova (Honda)            | Bruno Casanova (Honda)        |
| 1990 | Hungaroring | 250 cm³  | John Kocinski (Yamaha)            | Helmut Bradl (Honda)              | Carlos Cardús (Honda)            | John Kocinski (Yamaha)            | John Kocinski (Yamaha)        |
| 1990 | Hungaroring | 500 cm³  | Mick Doohan (Honda)               | Eddie Lawson (Yamaha)             | Kevin Schwantz (Suzuki)          | Mick Doohan (Honda)               | Mick Doohan (Honda)           |
| 1990 | Hungaroring | Gespanne | Güdel / Güdel (LCR-Yamaha)        | Biland / Waltisperg (LCR-Krauser) | Streuer / Whiteside (LCR-Yamaha) | Michel / Birchall (LCR-Krauser)   | Güdel / Güdel (LCR-Yamaha)    |
|      |             |          |                                   |                                   |                                  |                                   |                               |
| 1992 | Hungaroring | 125 cm³  | Alessandro Gramigni (Aprilia)     | Ralf Waldmann (Honda)             | Fausto Gresini (Honda)           | Alessandro Gramigni (Aprilia)     | Fausto Gresini (Honda)        |
| 1992 | Hungaroring | 250 cm³  | Luca Cadalora (Honda)             | Loris Reggiani (Aprilia)          | Alberto Puig (Aprilia)           | Luca Cadalora (Honda)             | Pierfrancesco Chili (Aprilia) |
| 1992 | Hungaroring | 500 cm³  | Eddie Lawson (Cagiva)             | Doug Chandler (Suzuki)            | Randy Mamola (Yamaha)            | Doug Chandler (Suzuki)            | Alex Barros (Cagiva)          |
| 1992 | Hungaroring | Gespanne | Biland / Waltisperg (LCR-Krauser) | Webster / Simmons (LCR-ADM)       | Klaffenböck / Parzer (LCR-ADM)   | Biland / Waltisperg (LCR-Krauser) | Webster / Simmons (LCR-ADM)   |

## Verweise